# 克里斯提安·馬克
克里斯提安·馬克（德語：Christian Mark，1962年12月24日—），是奧地利雪車運動員，他曾在1986年世界雪車錦標賽贏得一枚銀牌。他也曾代表國家參加1984年和1988年冬季奧林匹克運動會。